# Benanthis madagascariensis
Benanthis madagascariensis är en biart som först beskrevs av Raymond Benoist 1963.  Benanthis madagascariensis ingår i släktet Benanthis och familjen buksamlarbin. Inga underarter finns listade i Catalogue of Life.